# Василевич Олена
Василевич Олена (біл. Алена Васілевіч; *22 грудня 1922, Даманщина, тепер село Липники, Слуцький район, Мінська область — 8 серпня 2021) — білоруська письменниця.. Заслужена працівниця культури Білоруської РСР (1977). Лауреат Державної премії БРСР (1976) за тетралогію «Почекай, затримайся…».

## Біографія
Народилася в сім'ї лісника. Залишилася без батьків у віці восьми років. Виховувалася у свояків.
Закінчила літературний факультет Рогачівського викладацького інституту в 1941 році. Під час Другої світової війни працювала бібліотекаркою у шпиталі, писарем стройової частини, начальницею бібліотеки. В 1946 році закінчила філологічний факультет Білоруського державного університету. Працювала літконсультантом у Курському обласному видавництві (1946–1950). З 1950 року — керівник відділу культури часопису «Робітниця і селянка», а в 1972–1980 роках — керівник редакції літератури для юнацтва видавництва «Художня література», в 1981–1983 роках — керівник редакції літератури для юнацтва видавництва «Юнацтво».

## Творчість
Перший художній твір (повість «На просторах життя») надрукувала у 1947 році (часопис «Білорусь»). Вийшли друком книги оповідань «Близькі знайомі» (1954), «Завтра в школу» (1956), «Друзі» (1958), «Оповідання» (1959), «Підслухало серце» (1960), «Калинова рукавичка» (1963), «Я з вами» (1964), «Писар стройової частини» (1969), «Одна мить» (1975), «Шурка Ремзіков» (1985), збірка оповідань і повістей «Мис Доброї Надії» (1977), повість «Шляхи-дороги» (1950), цикл повістей «Рости, Ганька» (1966), «Доля тебе знайде» (1968), «Новий світ» (1970), «Пачекай, затримайся…» (1970), які склали тетралогію «Пачекай, затримайся…» (1972). Авторка книг «Люблю, хвилююся, живу» (нотатки, есе, 1986), «Елегія» (оповідання, етюди, есе, 1988). Видано «Вибрані твори» у 3-х томах (1982–1983).